# Chrysler PT Cruiser

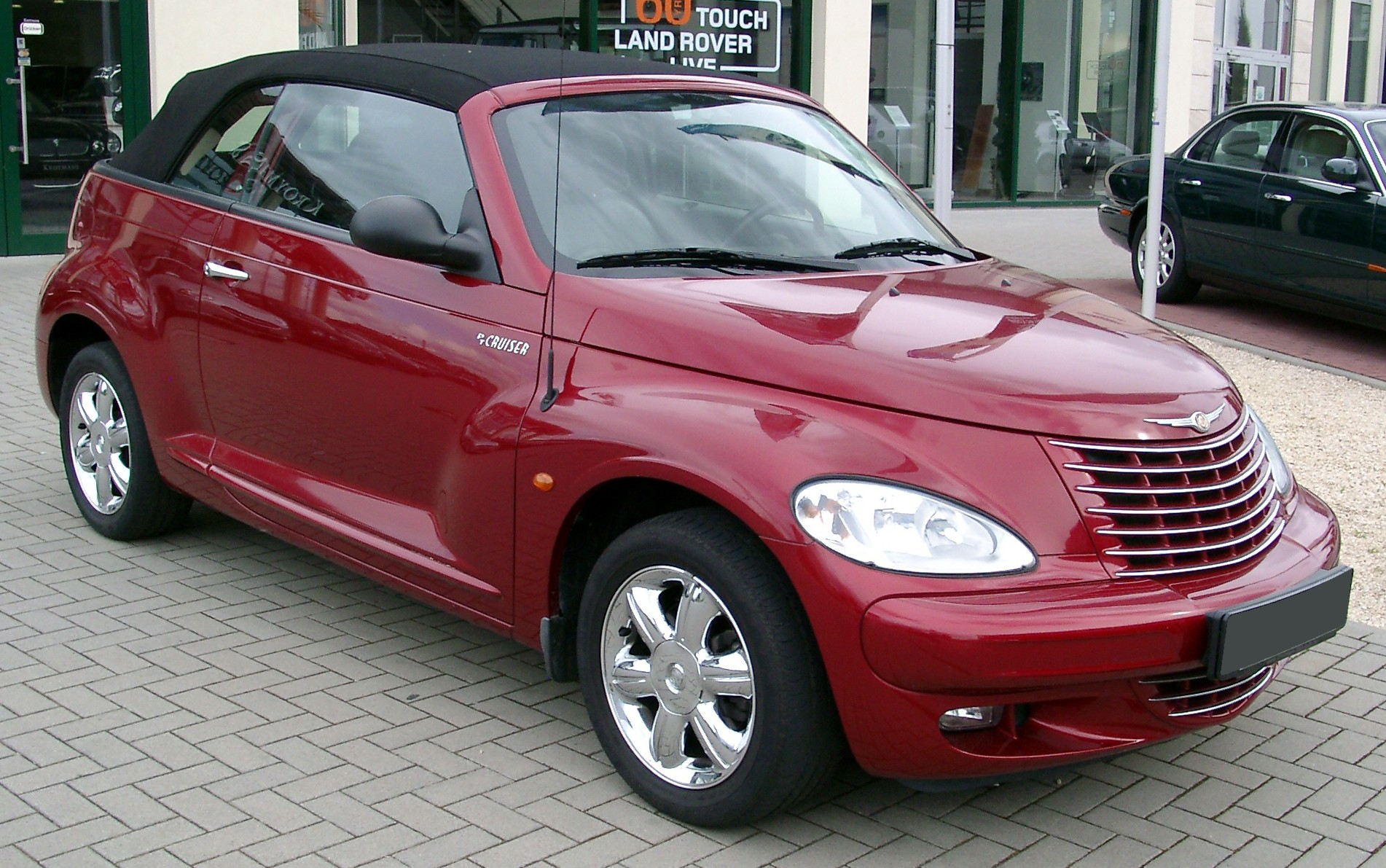
Chrysler PT Cruiser convertible (pre-facelift)

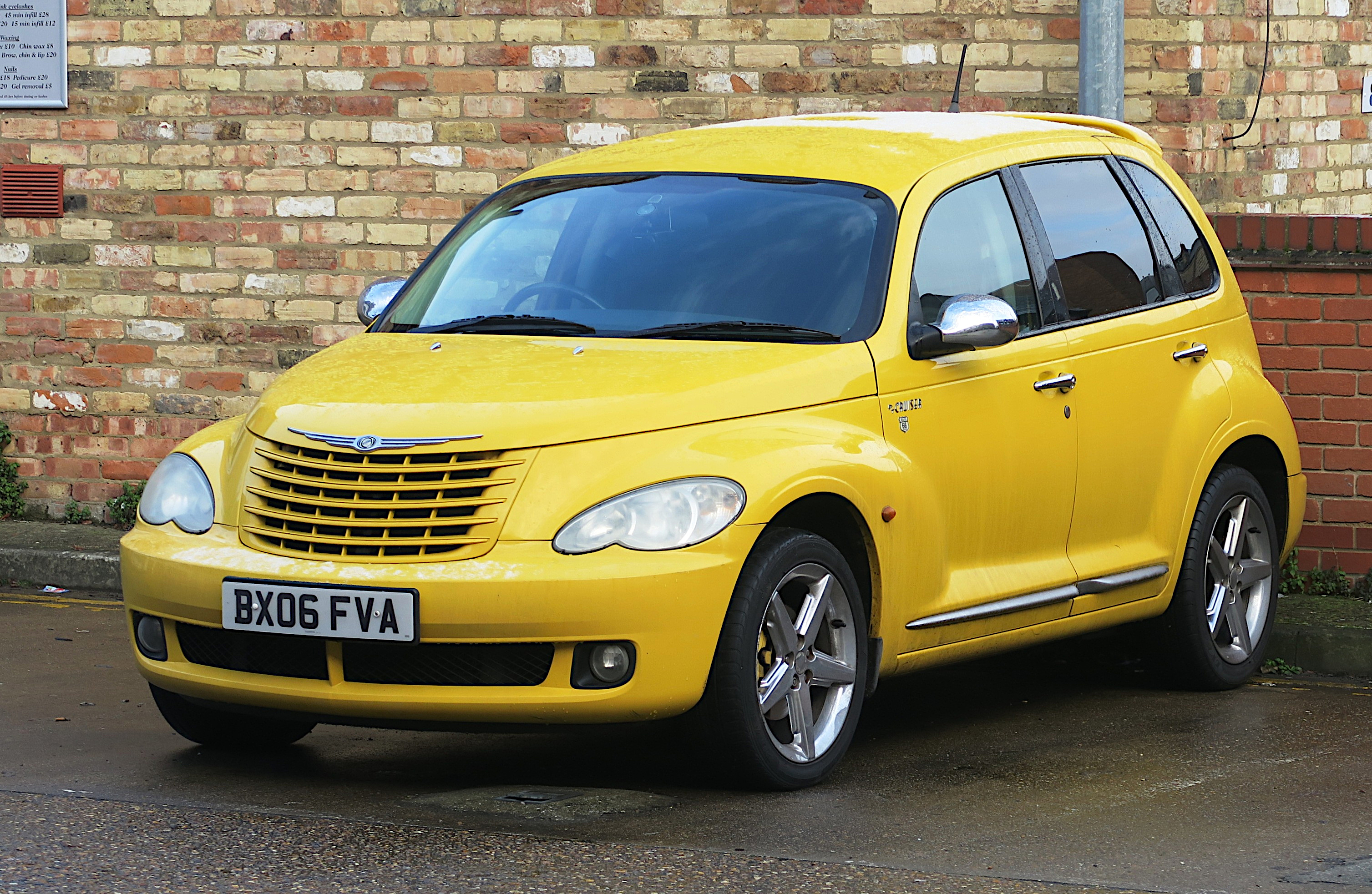
Chrysler PT Cruiser (facelift)

Chrysler PT Cruiser (PT fiind o abreviere pentru „Personal Transport” sau „Personal Transportation”) este un automobil compact desenat în stil retro, produs și comercializat de Chrysler pe parcursul unei singure generații, cu un facelift intermediar în 2006.
Evocând stilul anilor 1930, exteriorul modelului a fost proiectat de Bryan Nesbitt⁠(en)[traduceți].
Până la sfârșitul producției în iulie 2010, producția mondială a ajuns la 1,35 milioane de unități. Planificat inițial ca un model Plymouth, PT Cruiser a fost comercializat în cele din urmă sub marca Chrysler.